# Артюшенко Яків Федорович
Я́ків Фе́дорович Артюше́нко (8 лютого 1901, село Макарів Яр, нині Краснодонського району Луганської області — 14 жовтня 1967, місто Луганськ) — радянський громадський діяч, голова Ворошиловградського і Тернопільського облвиконкомів.

## Життєпис
Народився 8 лютого 1901 року в селі Макарів Яр Ново-Світлівського району, Бахмутського повіту, Катеринославської губернії в родині селянина. Через те, що родина була бідна, а Яків був наймолодшим серед дітей, його віддали на виховання до дядька Козлова С. Ф.
У 1912 році закінчив початкову школу. З 1913 по 1916 рік навчався та працював у шевській майстерні.
З 1916 по 1917 рік працював робітником Луганського паровозобудівного заводу.
З 1918 по 1920 рік хворів гострим гнійним плевритом в області серця. З 1921 по вересень 1922 року працював у рідному селі на ділянці батьків.
У вересні 1922 року Яків Артюшенко був призваний на службу до Червоної армії у прикордонні війська, де після навчання був призначений начальником прикордонної застави.
У квітні 1925 року демобілізувався, і на початку травня 1925 року був обраний головою Макаров-Ярівської селищної ради. У 1925 році організував машинно-тракторне товариство в селищі.
У лютому 1926 року на районному з'їзді Рад Яків Артюшенко обраний заступником голови райвиконокому і затверджений завідувачем Ново-Світлівського районного земельного відділу. На цій посаді працював до липня 1929 року.
У липні 1929 року Луганським окружним комітетом КП(б)У затверджений на посаді директора Бірюковської машинно-тракторної станції. Це була перша МТС на Донбасі.
У січні 1931 року Артюшенка переведено на посаду завідувача Ровеньківського районного земельного відділу.
У січні 1934 року Донецьким обкомом КП(б)У його було призначено директором Д'яковської машинно-тракторної станції, яка на тай час була найгіршою в області. За 4 роки Яків Артюшенко перетворив її на найкращу Машинно-тракторну станцію по Донецькій області.
У другій половині 1937 року Донецьким обкомом КП(б)У Якова Артюшенка призначено в Донецький обласний земельний відділ на посаду першого заступника начальника Облземвідділу.
Після поділу Донецької області на Сталінську і Ворошиловградську області Яків Артюшенко повернувся до Ворошиловграда.
У квітні 1940 року Ворошиловградським обкомом КП(б)У призначений заступником начальника Ворошиловградського обласного земельного відділу, а у травні 1940 затверджений на посаді уповноваженого Народного комісаріату заготівель СРСР у Ворошиловградській області.
У період тимчасової окупації Ворошиловграда у липні 1942 року Народним комісаріатом заготівель СРСР Якова Артюшенка було призначено уповноваженим Народного комісаріату заготівель СРСР 1-ї гвардійської армії Південно-Західного фронту.
У лютому 1943 року, після зайняття радянськими військами Ворошиловграда, Яків Артюшенко був відкликаний з армії та призначений уповноваженим Народного комісаріату заготівель СРСР по Ворошиловградській області, де працював до червня 1944 року. Деякий час в 1943 році виконував обов'язки голови виконавчого комітету Ворошиловградської обласної ради депутатів трудящих.
Від червня 1944 до 23 травня 1946 року — голова виконавчого комітету Тернопільської обласної ради.
У травні 1946 — серпні 1947 року —  заступник Уповноваженого Народного комісаріату заготівель СРСР по Українській РСР.
Наприкінці 1947 і до 1949 року — Радою Міністрів СРСР був затверджений на посаді представника Ради Міністрів СРСР у Кіровоградській області з питань сільського господарства при Уряді СРСР.
Пізніше був переведений на цю ж посаду у Ворошиловградську, а згодом у Кам'янець-Подільську область.
У травні 1953 року Рада з питань колгоспів була ліквідована, та з дозволу Кам'янець-Подільського обкому партії Яків Артюшенко повернувся до Ворошиловграда і почав працювати у тресті «Ворошиловградвуглезбагачення» на посаді заступника керівника тресту. Після ліквідації тресту перейшов на посаду заступника обласного уповноваженого міністерства заготівель у Ворошиловградській області. Пізніше і цю систему було ліквідовано, а Якова Артюшенка переведено на посаду заступника голови Ворошиловградського обласного управління сільським господарством.
У 1957 році в Якова Артюшенка виявили тяжку хворобу серця. Через це йому було призначено 3-тю групу інвалідності, з рекомендацією не працювати у роз'їздах. Проте, за спогадами Якова Федоровича Артюшенко, він не міг сидіти на місці більш ніж годину, тому що це викликало у нього сильні болі у серці.
Через вкрай поганий стан здоров'я у 1958 році Яків Артюшенко був вимушений вийти на пенсію. За великі досягнення у справі будування комунізму, розбудові сільського господарства та відновлення країни після війни Якова Федоровича Артюшенко було виділено як пенсіонера республіканського значення, та призначено республіканську пенсію.
Яків Федорович Артюшенко раптово помер 14 жовтня 1967 року. Як з'ясувалося пізніше в нього був рак простати.
За згадками сина (Івана Яковича Артюшенко) Яків Федорович усе життя вірив у те, що сам зможе побудувати комунізм в країні; він завжди намагався навчатись, не дивлячись на те, що йому так і не вдалося отримати вищу освіту за нестачею часу на це. Також родичі згадують, що під кінець життя Яків Федорович, побачивши нове покоління комуністів, розчарувався у системі, проте у голос цього ніколи не говорив.

## Нагороди
- орден Вітчизняної війни 1-го ст.
- орден Трудового Червоного Прапора
- медаль «За бойові заслуги»
- медаль «За відзнаку в охороні державного кордону СРСР»
- медалі